# 64 (numero)
Sessantaquattro (cf. latino sexaginta quattuor, greco τέσσαρες καὶ ἑξήκοντα) è il numero naturale dopo il 63 e prima del 65.

## Proprietà matematiche
- È un numero pari.
- È un numero composto e ha i seguenti divisori: 1, 2, 4, 8, 16 e 32. Poiché la somma dei divisori è 63 < 64 è un numero difettivo.
- È il quadrato di 8 e il cubo di 4.
- È un numero triangolare centrato.
- È un numero colombiano in base 10.
- È un numero potente.
- È parte delle terne pitagoriche (48, 64, 80), (64, 120, 136), (64, 252, 260), (64, 510, 514), (64, 1023, 1025).
- È un numero palindromo nel sistema di numerazione posizionale a base 7 (121).
- È un numero pratico.

## Astronomia
- 64P/Swift-Gehrels è una cometa periodica del sistema solare.
- 64 Angelina è un asteroide della fascia principale del sistema solare.
- NGC 64 è una galassia spirale della costellazione della Balena.

## Astronautica
- Cosmos 64 è un satellite artificiale russo.

## Chimica
- È il numero atomico del Gadolinio (Gd), un lantanoide.

## Simbologia

### Giochi
- Negli scacchi (e anche nella Dama ecc.), il numero totale di caselle della scacchiera è 64.
- Nel gioco Minecraft è il numero massimo di oggetti in uno slot dell'inventario.

## Convenzioni

### Linguaggio
- 64 è il numero di caratteri del Braille nel vecchio sistema a sei puntini.

### Informatica
- In alcuni linguaggi di programmazione il formato di alcuni dati è definito su 64 bit.
- Una console per videogiochi della quinta generazione si chiama Nintendo 64, proprio in riferimento ai 64 bit.
- 64 è il numero presente su un home computer della Commodore molto nota negli anni '80 con il nome appunto di Commodore 64.